# Houghton Estate
Houghton Estate, ofta kallad Houghton, är ett delområde (sub place) i Johannesburg i Sydafrika. Folkmängden uppgick till 7 867 invånare vid folkräkningen 2011, på en yta av 6,94 km². Området bebyggdes i början av 1900-talet av främst Johannesburg Consolidated Investment Company. Området uppdelas i Upper Houghton och Lower Houghton. I denna senare del hade Nelson Mandela sin bostad vid tiden för sin död.